# Terreiro de Moisés

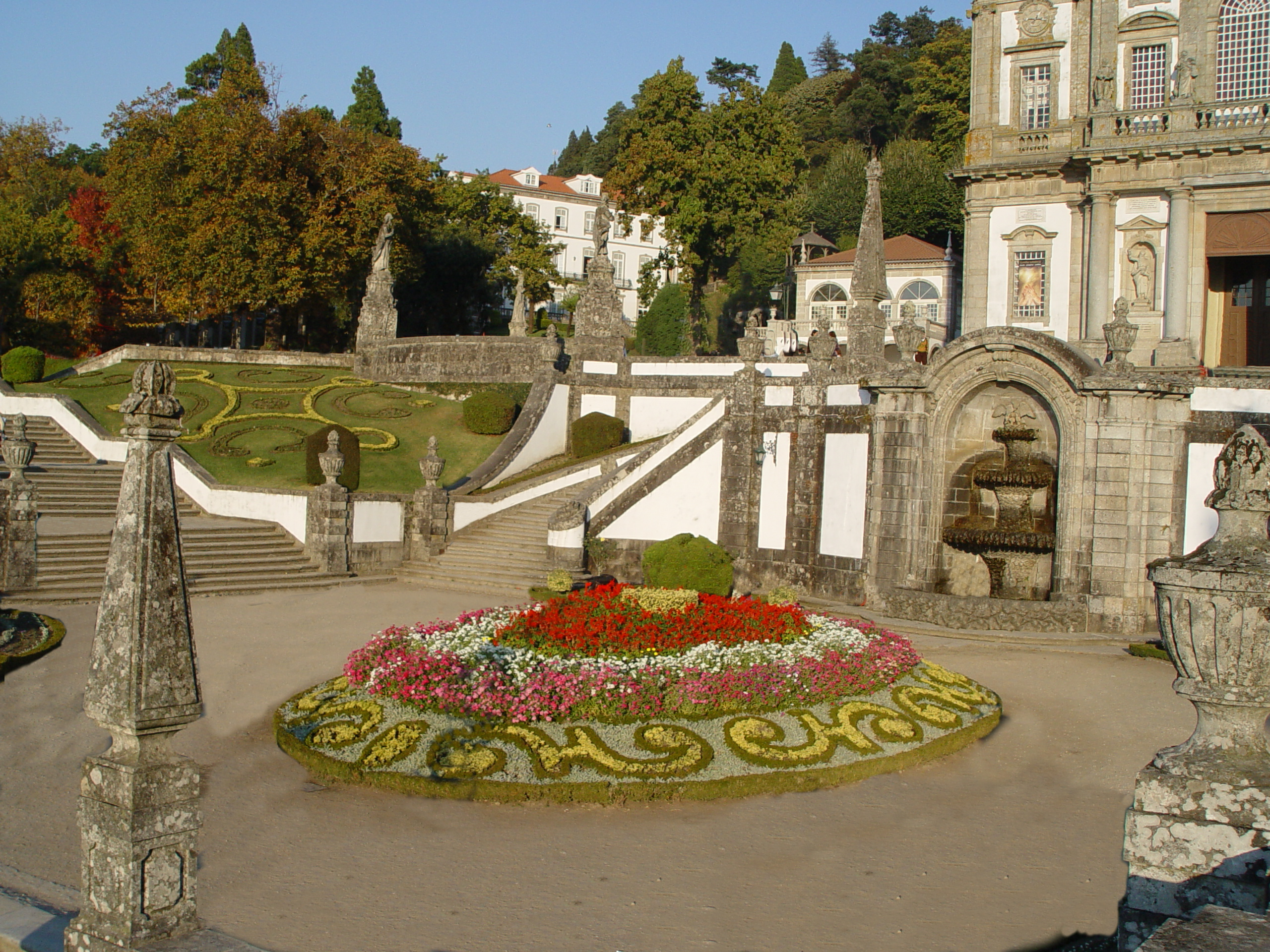
Santuário do Bom Jesus do Monte: Terreiro de Moisés.

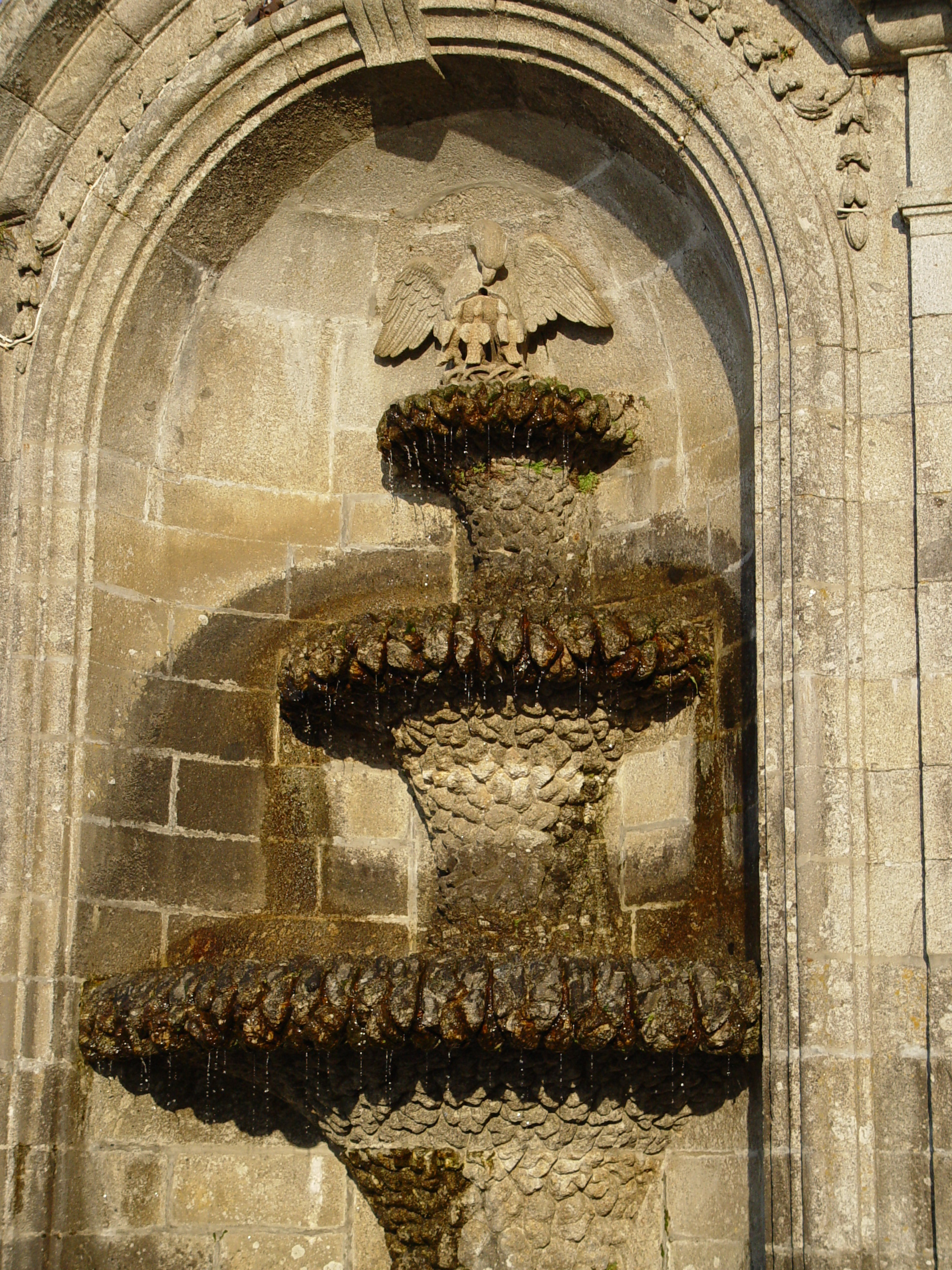
Santuário do Bom Jesus do Monte: Fonte do Pelicano.

O Terreiro de Moisés localiza-se no Santuário do Bom Jesus do Monte, na freguesia de Tenões, na cidade e município de Braga, distrito de mesmo nome, em Portugal.
Constitui-se numa praça de planta elíptica, entre o alto dos escadórios e o Adro do Bom Jesus. Nesta praça erguem-se as capelas da Via Sacra do Bom Jesus, da Elevação e do Descimento.

## História
Tal como a Igreja do Bom Jesus, esta praça foi projetada por Carlos Amarante. Aqui existiu a primitiva igreja, erguida por iniciativa do Arcebispo de Braga, D. Rodrigo de Moura Teles, e concluída em 1725. Constituía-se numa construção elipsoidal, rematada por uma platibanda rendilhada, com oito pilastras em contraforte.
Entretanto, possivelmente afetada pelo grande sismo de 1755, em 1780 constatou-se que a pressão da abóbada deslocara as paredes, sendo necessário escorá-las com troncos de árvores. Data desse período o projeto de construção do atual templo.
No local onde se situava a torre dessa primitiva igreja, sobre um penedo, encontra-se atualmente a Estátua de São Longuinho.
No lado norte do terreiro estava uma estátua de Moisés, hoje deslocada para um penedo junto a um pequeno lago do Parque do Bom Jesus.
O fundo do largo é ornamentado pela Fonte do Pelicano, concluída em 1819, obra do canteiro Jerónimo António da Silva.
O largo foi calcetado em granito nas renovações dos escadórios levadas a cabo em 2015.